# بريثكاميد
بريثكاميد (بالإنجليزية: Prethcamide)‏ (الاسم التجاري ميكورين) هو منبه للجهاز التنفسي يتكون من عقارين مرتبطين، كروبروباميد وكروتيثاميد. تم تطويره بواسطة سيبا جيجي.